# Valerolactam
Valerolactam (genauer δ-Valerolactam oder 2-Piperidon) ist das Lactam der 5-Aminovaleriansäure (5-Aminopentansäure), während die Stellungsisomeren 3-Piperidon und 4-Piperidon Aminoketone darstellen.
Neue biotechnologische Verfahren liefern die nichtproteinogene ω-Aminosäure 5-Aminovaleriansäure in guten Ausbeuten und eröffnen so den direkten und indirekten (über δ-Valerolactam) Zugang zu dem bisher wenig untersuchten Polyvalerolactam (Polyaminovalerat, Polyamid 5).

## Herstellung
5-Aminovaleriansäure reagiert bei Aktivierung mit 2-Nitrophenyl-thiocyanat und Tributylphosphin in Dimethylformamid bei Raumtemperatur in einer intramolekularen Cyclisierung unter Wasserabspaltung mit 73-prozentiger Ausbeute zu δ-Valerolactam.
Die Cyclisierung von 5-Aminovaleriansäure kann auch enzymatisch erfolgen. Über diese Route könnte zukünftig δ-Valerolactam aus biotechnologisch erzeugter 5-Aminovalerian-säure kostengünstig in industriell brauchbaren Mengen zur Verfügung stehen.
Beim Erhitzen des Ammoniumsalzes der 5-Aminovaleriansäure entsteht ebenfalls δ-Valerolactam.
Die Umsetzung von Polymeren des δ-Valerolactons in N-Methylpyrrolidon mit Ammoniak bei 330 °C und einem Wasserstoffdruck von 280 bar erzeugt 2-Piperidon in Ausbeuten bis 83 %.
Die Hydrierung von Glutarimid in einem Hochdruckautoklaven liefert δ-Valerolactam in Ausbeuten bis 70 % bei 270 °C und 490 atm Wasserstoffdruck in Gegenwart eines Nickelkatalysators
Während diese Herstellrouten keine industrielle Anwendung fanden, ist die Beckmann-Umlagerung von Cyclopentanonoxim (aus Cyclopentanon und Hydroxylamin) ein brauchbares Verfahren zur Herstellung größerer Mengen von δ-Valerolactam.
Die Umlagerung des Cyclopentanonoxims verläuft in der Dampfphase an sauren Zeolith-Katalysatoren schneller als die Reaktion des homologen Cyclohexanonoxims, was von den Autoren auf die höhere Diffusion des kleineren Moleküls Cyclopentanonoxim in die Mikroporen des Katalysators zurückgeführt wird.
Unter milden Bedingungen werden bei der säurekatalysierten Umlagerung von in ionischen Flüssigkeiten gelöstem Cyclopentanonoxim zwar sehr hohe Selektivitäten (>99 %), aber nur bescheidene Umsätze (48 %) erzielt, was mit der Behinderung der Umlagerung durch die höhere Ringspannung im Cyclopentanring (im Vergleich zum Cyclohexanhomologen) erklärt wird.
Die goldkatalysierte Oxidation von Piperidin in Toluol liefert δ-Valerolactam in Ausbeuten von ca. 60 %.

## Eigenschaften
δ-Valerolactam fällt bei der Synthese meist als gelb-brauner und hygroskopischer Feststoff an. Nach Passage einer 50-prozentigen wässrigen Lösung über einen sauren Ionenaustauscher kann es in Form geruchloser weißer Kristalle isoliert werden, deren Reinheit sie auch zur Polymerisation zu Polyvalerolactam geeignet macht.

## Anwendungen
Nach Aktivierung mit Trifluormethansulfonsäureanhydrid reagiert das aktivierte δ-Valerolactam mit an der Carboxygruppe geschützten Aminosäuren zu Dipeptiden von ω-Aminosäuren.
Durch Acylierung von δ-Valerolactam mit längerkettigen aliphatischen oder aromatischen Carbonsäuren entstehende N-Acylvalerolactame eignen sich als Bleichaktivatoren.
Bei der anionischen Polymerisation von δ-Valerolactam entsteht analog zum homologen ε-Caprolactam Polyamid 5 (Nylon 5).
Polyamide mit ungeradzahliger Kohlenstoffzahl besitzen ferroelektrische Eigenschaften und daraus hergestellte polarisierte Folien zeigen piezoelektrische Eigenschaften, die mit denen von Polyvinylidenfluorid PVDF vergleichbar sind und insbesondere Nylon 5 und seine Copolymeren für Sensoranwendungen interessant erscheinen lassen.